# Michael Dunford
Michael Dunford (Surrey, 8 juli 1944 - 20 november 2012) was een Brits gitarist en liedjesschrijver. Dunford werd bekend als gitarist van Renaissance.
Dunford stapte vanuit the Nashville Teens samen met John Hawken, Neil Korner en Terry Crowe over naar Renaissance nadat die band was verlaten door frontman Keith Relf, Louis Cennamo en Jim McCarty. In deze line-up, aangevuld met drummer Terry Slade werd Dunfords compositie Mr Pine opgenomen en trad de band een aantal keren op in de zomer van 1970. In de loop van 1970 en 1971 waren er verschillende personele wijzigingen in Renaissance, zo vertrok zangeres Jane Relf en kwam voor haar in de plaats Annie Haslam. Dunford profileerde zich intussen steeds meer als componist, en minder als uitvoerend muzikant.
In de bekendste line-up van Renaissance, vanaf 1973 met Haslam als zangeres, Jon Camp als zanger/bassist, John Tout als toetsenist en Terence Sullivan als drummer werd Dunford echter weer als gitarist actief. Tot zijn dood in 2012 bleef Dunford vervolgens lid van Renaissance. Hij overleed aan een hersenbloeding. Dunford was gehuwd en had twee kinderen.
huidig: Annie Haslam · Mark Lambert · John Arbo · Frank Pagano · Geoffrey Langley · Rave Tesar
voormalig: John Hawken · Jane Relf · Keith Relf · Louis Cennamo · Jim McCarty · Michael Dunford · Terry Slade · Neil Korner · Terry Crowe · John Tout · Anne-Marie Cullom · Danny McCulloch · Frank Farrell · John Wetton · Jon Camp · Ginger Dixon · Mick Parsons · Rob Hendry · Terence Sullivan · Pete Finberg · Gavin Harrison · Mike Taylor · Raphael Rudd · Greg Carter · Charles Descarfino · Mickey Simmonds · David J. Keyes · Tom Brislin · Jason Hart · Ryche Chlanda · Leo Traversa
- Library of Congress Control Number: n95062040
- MusicBrainz: dd6b4317-7068-42d1-8d8b-9ddaf470641b
- Virtual International Authority File: 63256616
- WorldCat: E39PBJc84j9hyVY87Xh4K6Kjmd